# Дан Мур
Мур Дан (Данило Муринка) (7 лютого 1914 — пом. 31 серпня 1978, Едмонтон) — україномовний поет, культурний діяч Канади.

## Біографія
Народився 7 лютого 1914 року в селі Микулинці (за іншими даними — у с. Воля) Теребовлянського району Тернопільської області. Закінчив середню школу в с. Микулинці, гімназію в Чорткові, торговельно-кооперативну школу. Працював бухгалтером у системі кооперації, ревізором у Союзі кооперативів. 1941 року одружився з Надією Хаджай. У 1944 році виїхав до Австрії, де розпочав громадську діяльність серед українців, зокрема театральну в м. Ляндек. До Канади прибув у 1949 році. Був обраний секретарем Едмонтонської філії Асоціації діячів української культури, брав активну участь у театральних виставах.
Помер 31 серпня 1978 року в Едмонтоні. Похований на Цвинтарі святого Михаїла в Едмонтоні.

## Творчий доробок
Друкуватись почав наприкінці 1950-х років. Друком вийшли три поетичні збірки «Жаль і гнів» (1966), «Скрижалі туги» (1973) та «Другоцвіт. Третя збірка поезій» (1979).
Окремі публікації:
- Мур Дан. Вірші // Хрестоматія з української літератури в Канаді. — Едмонтон, 2000. — С. 72-76.
- Мур Дан. Другоцвіт. — Едмонтон: Коштом Василя й Наталки Духніїв, 1979. — 110 с.
- Мур Дан. Жаль і гнів: Поезії. — Едмонтон, 1966. — 93 с.
- Мур Дан. Скрижалі туги: Поезії. — Едмонтон, 1973. — 118 с.
- Мур Дан. Чотири вірші // Північне сяйво. Альманах V. — Едмонтон: Славута, 1971. –С. 126—128.